# Walter Automobile Company
Walter Automobile Company war ein US-amerikanischer Hersteller von Automobilen.

## Unternehmensgeschichte
William Walter stammte aus der Schweiz. Er betrieb in New York City die American Chocolate Machinery Company. 1898 importierte er ein motorisiertes Dreirad aus der Schweiz, mit dem er nicht zufrieden war. Daraufhin begannen Experimente mit selbst hergestellten Fahrzeugen. Im Sommer 1902 startete die Produktion von Automobilen. Der Markenname lautete im ersten Jahr Waltomobile und ab 1903 Walter. Als Hersteller gilt seine Maschinenfabrik.
Erst 1905 gründete er die separate Walter Automobile Company. Der Sitz war ebenfalls in New York City. Anfang 1906 wurde die Produktion in ein Werk nach Trenton in New Jersey verlagert.
Anfang 1909 stieg William Walter aus. Darauf folgte für kurze Zeit die neue Marke Roebling-Planche. Im Mai 1909 entstand die Mercer Autocar Company.
William Walter gründete 1909 die Walter Auto Truck Manufacturing Company, 1911 umbenannt in Walter Motor Truck Company, die über Jahrzehnte Nutzfahrzeuge herstellte.

## Personenwagen
1902 gab es nur den Waltomobile als 12 HP. Er hatte einen Zweizylindermotor mit 12 PS Leistung. Der einzige angebotene Aufbau war ein offener Tourenwagen.
1903 wurde daraus der Walter 12 HP. Abgesehen von der Bezeichnung änderte sich nichts. Neu war der 24 HP. Er hatte einen Vierzylindermotor, wie ihn alle folgenden Modelle erhalten sollten. Er leistete 24 PS. Auch er war als Tourenwagen karosseriert.
Danach, also etwa von 1904 bis 1905, gab es den 30 HP. Sein Motor war mit 30 PS angegeben. Das Fahrgestell hatte 244 cm Radstand. Der Aufbau wurde als King of Belgium-Tonneau bezeichnet.
1906 standen drei Modelle zur Wahl. Im 30 HP leistete der Motor 30 PS. Der Radstand betrug 279 cm. Einzige Karosseriebauform war ein Tourenwagen. Der 40 HP unterschied sich nur durch seinen 40-PS-Motor. Der 50 HP hatte einen stärkeren Motor mit 50 PS, ein längeres Fahrgestell mit 310 cm Radstand und war außerdem als Limousine erhältlich.
1907 entfiel das schwächste Modell. Beim 40 HP wurde der Radstand auf 305 cm verlängert. Nun waren Tourenwagen und Limousine mit jeweils sieben Sitzen erhältlich. Der 50 HP blieb unverändert und hatte das gleiche Karosserieangebot wie der 40 HP.
1908 folgte der 44 HP. Der Motor war mit 44 PS angegeben. Der Radstand maß 305 cm. Der Tourenwagen bot Platz für sieben Personen.
1909 erschien noch das Model M. Der Motor leistete 50 PS. Der Radstand betrug 310 cm. Zur Wahl standen ein gewöhnlicher Tourenwagen und ein Cape Top genannter Tourenwagen, beide mit sieben Sitzen.

## Modellübersicht
| Jahr      | Marke       | Modell  | Zylinder | Leistung (PS) | Radstand (cm) | Aufbau                                              |
| --------- | ----------- | ------- | -------- | ------------- | ------------- | --------------------------------------------------- |
| 1902      | Waltomobile | 12 HP   | 2        | 12            |               | Tourenwagen                                         |
| 1903      | Walter      | 12 HP   | 2        | 12            |               | Tourenwagen                                         |
| 1903      | Walter      | 24 HP   | 4        | 24            |               | Tourenwagen                                         |
| 1904–1905 | Walter      | 30 HP   | 4        | 30            | 244           | King of Belgium Tonneau                             |
| 1906      | Walter      | 30 HP   | 4        | 30            | 279           | Tourenwagen                                         |
| 1906      | Walter      | 40 HP   | 4        | 40            | 279           | Tourenwagen                                         |
| 1906      | Walter      | 50 HP   | 4        | 50            | 310           | Tourenwagen, Limousine                              |
| 1907      | Walter      | 40 HP   | 4        | 40            | 305           | Tourenwagen 7-sitzig, Limousine 7-sitzig            |
| 1907      | Walter      | 50 HP   | 4        | 50            | 310           | Tourenwagen 7-sitzig, Limousine 7-sitzig            |
| 1908      | Walter      | 44 HP   | 4        | 44            | 305           | Tourenwagen 7-sitzig                                |
| 1909      | Walter      | Model M | 4        | 50            | 310           | Tourenwagen 7-sitzig, Cape Top Tourenwagen 7-sitzig |

## Lastkraftwagen
Lastkraftwagen bildeten das Hauptgeschäft der Firma.
Der LKW-Bau begann 1909, und 1911 erschien der erste LKW mit Allradantrieb (4x4). Diese entwickelten sich zum Hauptprodukt der Firma. Sie entstanden in Größen von 0,5 bis 7 Tonnen und hatten ursprünglich -ähnlich wie Latil oder Renault in Frankreich- den Kühler hinter dem Motor. Neben Allradfahrzeugen entstanden solche mit Front- oder Heckantrieb.
Bis etwa 1920 baute Walter eigene Motoren ein, ab da verwendete man in den 1920er Jahren vor allem Motoren der Firma Waukesha.
1929 erschien der erste Schneepflug. Die Herstellung von Schneepflügen entwickelte sich in der Folgezeit zu einer Hauptdomaine der Firma. Daneben baute man Fahrzeuge zur Straßenwartung und Betonmischer-Transporter.
In den 1930er Jahren lieferte Walter eine Reihe von Feuerwehrfahrzeugen an die Feuerwehr von New York City. Ferner baute man schwere Sattelschlepper mit Kippanhängern.
1940 gab es sechs Typen, alle vierradgetrieben, mit Nutzlasten von 3 bis 12 Tonnen. Sie wurden von Sechszylinder-Motoren der Firmen Waukesha, Hercules oder Cummins (letztere Diesel) angetrieben.
Während des Zweiten Weltkrieges lieferte die Firma allradgetriebene Artilleriezugmaschinen mit Sechszylinder-Hercules-Motor (11011 cm³) an die US-Armee, ebenso Schneepflüge mit Waukesha-Motoren an die amerikanischen und kanadischen Streitkräfte.
Nach dem Zweiten Weltkrieg konzentrierte sich die Firma auf allradgetriebene Flugfeldlöschfahrzeuge. Daneben baute man Müllwagen, Schneepflüge und Bergungsschlepper.